# NHL 2K11
NHL 2K11 är ett ishockeyspel utvecklat av Kush Games och Visual Concepts, samt utgivet av 2K Sports. Spelet släpptes den 24 augusti 2010 och är det sista i NHL 2K-serien som släpptes till konsoler.
Den 3 mars 2010 meddelades att spelet skulle släppas till Wii. Spelet var det första i serien sedan NHL 2K6 som inte släpptes till Xbox 360, och det första sedan NHL 2K7 att inte släppas till Playstation 3, samt det första sedan NHL 2K3 att inte släppas till Playstation 2. 
Spelomslaget pryds av Ryan Kesler, som då spelade för Vancouver Canucks.

## Musik
- Alice in Chains – “A Looking in View”
- Wolfmother – “New Moon Rising”
- Rise Against – “Long Forgotten Sons”
- The Bravery – “Red Hands and White Knuckles”
- 3 Doors Down – “Kryptonite”
- New Found Glory – “Oxygen”
- OneRepublic – “Everybody Loves Me”
- The Trews – “Hold Me In Your Arms”
- Styrofoam Ones – “OTTAP”
- Radio Radio – “Jacuzzi”
- Big Rock Candy Mountain – “Rocketship”
- "I, Omega" – Vita Beyond

### Fotnoter
1. ↑  ”NHL 2K11 Announced as a Wii Exclusive”. 1up.com. 3 mars 2010. http://www.1up.com/do/newsStory?cId=3178211. Läst 14 mars 2010.[död länk]
2. ↑  ”Ryan Kesler is the NHL 2K11 cover athlete”. Joystiq.com. 9 mars 2010. Arkiverad från originalet den 15 mars 2010. https://web.archive.org/web/20100315163925/http://www.joystiq.com/2010/03/09/ryan-kesler-is-nhl-2k11-cover-athlete/. Läst 14 mars 2010.